# Деревляни
Увага:  Не вказане значення "common_name"

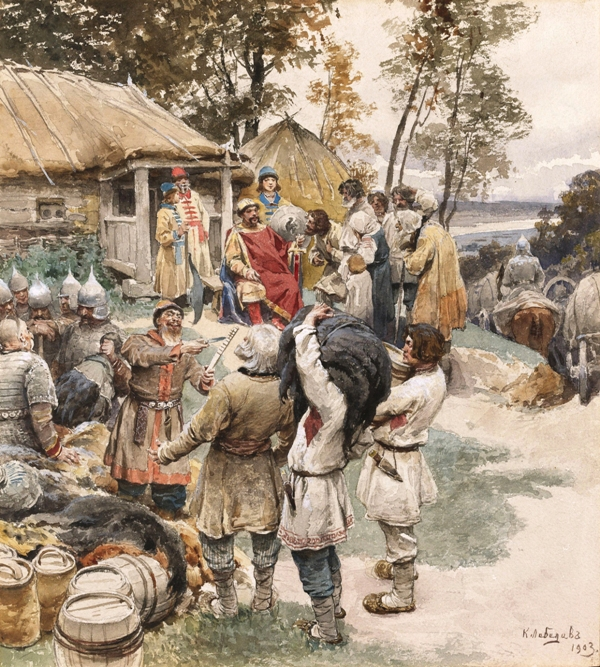
Картина К. В. Лебедєва «Князь Ігор збирає данину з древлян в 945 році»

Деревля́ни або древля́ни (д.-рус. Дєрєвлѧнє, чеськ. Drevljané) — східнослов'янське плем'я (союз племен), у VI-X ст. жили на українському Поліссі. На півночі землі Древлян доходили до р. Прип'яті, на півдні — до річок Здвижу і Тетерева, на сході — до р. Дніпра, на заході — до межиріччя Случі й Горині. За повідомленнями Костянтина VII Багрянородного на півдні їх землі межували з печенігами. Повністю увійшли у формування українського народу.
Найбільші міста: Іскоростень (Коростень), Вручій (Овруч), Мическ, Микгород (Радомишль), Малин. До входження в Київську Русь землі Древлян становили самостійне князівство з центром в Іскоростені, що став київським уділом з центром у м. Вручий.
Древляни займалися землеробством, скотарством і ремеслами (залізоплавильним, виготовленням з овруцького шиферу пряслиць тощо).
Нинішніми нащадками древлян є поліщуки.

## Етимологія
Назва племені деревляни дав.-рус. «дєрєвлѧнє» (укр. деревляни, д.-рус. Древлѧне) ідентична церковнослов'янському слову древляни, «дрєвлєнє», де неповноголосся видає запозичення з староболгарської. В давньоруській найперша форма це «дєрєвлѧнє» є у значенні дерева за верем'яних літ первинно «лісові люди»: занє сѣдоша въ лѣсѣхъ «бо вони поселилися в лісах» (Лаврентівський літоп.), у середньогрецькій Δερβλενίνοι [букв.
дервленіні] (Кост. Багр.). Від де́рево. Так прозвалося як й інші племена за місцевістю, тому вторинне значення деревній як старий, старший, яке у стар.-церк.-слов. дрєвній є вторинним значенням слова.
У XIX ст. Ґільфердінґ досліджував мову й культуру деревлян серед полабських слов'ян.

## Історія
884 року київський князь Олег підкорив деревлян, але після його смерті (912 року) вони вийшли з-під влади Києва. 914 року князь Київський Ігор знову підкорив деревлян, у яких, однак, залишився свій князь. 942 року відбулися збройні сутички між військами київського князя й деревлянами, які прагнули стати незалежними від Києва. Спроба князя Ігора 945 року провести повторний збір данини серед древлян привела до повстання деревлян і загибелі князя. За легендою після смерті Ігора, древлянський князь Мал сватався до його дружини Ольги, але вона знищила сватів і повела дружину на Коростень. 946 року княгиня Ольга придушила повстання і ліквідувала Деревлянське князівство. Східну частину земель древлян з центром у місті Вручій було включено до Київського князівства.
- Відомий князь деревлян Олег Святославич у 955—977 роках[7];
- князь древлян Ніскіна (Нишкіна), Мстиш Свенельдич (Miskina), балтське «mi skinis» значить «лісовий»[8][9];
- князь древлян Мал (Малк — відповідник у литовській мові слову «malka», означає «поліно», «дрова»; Малдіт князь-спадкоємець Діра)[8][9].

Останній раз древляни згадуються в літописі під 1136 роком, коли князь Ярополк, син князя Володимира Мономаха подарував їхню землю Десятинній церкві.

## Археологія
Вчені відносять плем'я древлян до Луки-Райковецької археологічної культури